# 福里斯特希爾斯 (北卡羅萊納州)
福里斯特希爾斯（英語：Forest Hills）是一個位於美國北卡羅萊納州傑克遜縣的村。

## 人口
根據2020年美國人口普查的數據，福里斯特希爾斯的面積為1.28平方千米，皆為陸地。當地共有人口303人，而人口密度為每平方千米237人。